# Rede (Sprachwissenschaft)

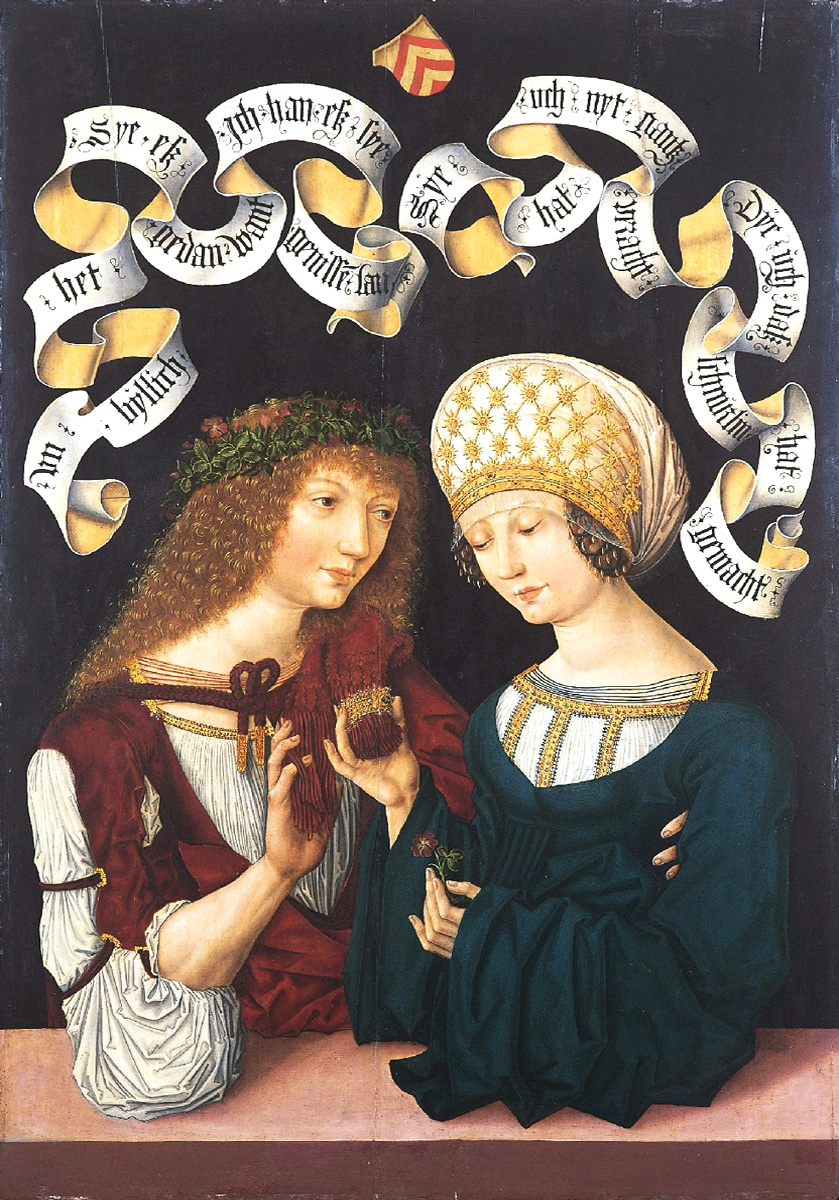
Spruchbänder zur Darstellung von Reden auf einem mittelalterlichen Gemälde – Vorläufer der Sprechblasen in Comics

Zur Rede im Sinne der Sprachwissenschaft gehören alle gemäß den Regeln einer natürlichen Sprache artikulierten Äußerungen.
Alles, was jemand sagt oder schreibt, unabhängig von Länge, Inhalt, Form, Funktion und Adressat ist Rede; ebenso das, was jemand gedanklich in Worte kleidet, ohne es zu äußern (innerer Monolog): Ein Stoßgebet ist nicht weniger Rede als eine Litanei, eine SMS, ein mehrbändiger Roman, eine nur für die Augen des Schreibers bestimmte Tagebuchnotiz oder eine vor Publikum gehaltene Ansprache. Mitteilungen in einer Gebärdensprache sind Reden im Sinne der Sprachwissenschaft, reflexhafte Ausdrucksbewegungen und Stimmäußerungen dagegen nicht, es sei denn, sie wären wie die Interjektionen als Zeichen ins System einer Sprache integriert und willkürlich verfügbar. Auch Bilder und Bildergeschichten sind keine Reden; wohl aber gibt es einen fließenden Übergang vom Bild über das Piktogramm zur schriftlichen Form der Rede. Der Urheber einer Rede im sprachwissenschaftlichen Sinn wird als Sprecher bezeichnet, im Unterschied zum Redner als der Person, die eine Ansprache oder einen Vortrag hält.

## Rede,parole, Text
In diesem weitesten Sinn ist Rede ein methodologischer Grundbegriff der Sprachwissenschaft und hat ungefähr denselben Umfang wie der Begriff der parole, den Ferdinand de Saussure gebrauchte, um den Gegenstand der Sprachwissenschaft, die langue, neu zu bestimmen. Parole, Rede, Sprechen, ist die Weise, wie individuelle Sprecher von der langue, der Sprache als kollektivem Zeichensystem, Gebrauch machen. Auch der Begriff des Textes, sofern er nicht auf Schriftliches eingeengt wird, deckt sich mit den Begriffen der parole und der Rede.

## Laut, Wort, Satz, Rede
Die Rede bildet die höchste der vier Ebenen, auf denen die Elemente einer Sprache organisiert sind: Reden bestehen aus Sätzen, Sätze aus Wörtern, Wörter aus Lauten. Die traditionelle Grammatik gliedert ihren Stoff entsprechend in Laut-, Wort- und Satzlehre, überlässt die Untersuchung der Rede jedoch ihren Nachbardisziplinen Rhetorik und Stilistik. Zwar finden sich auch in traditionellen Grammatiken Hinweise darauf, dass bestimmte grammatischen Formen, besonders Pronomen und Tempusmorpheme, über die Ebene des Satzes hinausweisen und dabei das Gewebe von Beziehungen schaffen, welches der Rede inneren Zusammenhalt (Kohäsion) verleiht. Doch werden diese Formen hauptsächlich in der Wort-, Formen- und Satzlehre abgehandelt. Erst in jüngerer Zeit wird die Ebene der Rede stärker in die grammatische Untersuchung einbezogen. Die so entstehende Textgrammatik bildet einen Zweig der Textlinguistik.

## Redewiedergabe
Prinzipiell ist es keiner Schriftsprache gegeben, die mündliche Rede vollkommen identisch zu reproduzieren. Beispiele sind die Pausen zwischen den gesprochenen Worten, das Sprechtempo, die Tonhöhe, der Gebrauch von Verzögerungslauten etc. Somit kann die Schriftsprache eine mündliche Rede allenfalls imitieren und stilisieren, sie bleibt damit nur eine „quasi-wörtliche Rede“. Um Redewiedergabe oder Redebericht handelt es sich, wenn ein Sprecher (oder Schreiber) die Rede einer anderen Person (oder seine eigene Rede zu einem anderen Zeitpunkt) anführt. In schriftlicher Redeform bedient sich der Sprecher hierzu im einfachsten Falle der sogenannten Anführungszeichen, in mündlicher Redeform gibt er seiner Stimme eine andere Modulation, oder markiert die „fremde“ Rede mimisch, gestisch oder verbal als Zitat (beim Vorlesen von Referaten etwa durch Wörter „Zitat“ und „Zitatende“). In diesem Fall handelt es sich um direkte Rede. Daneben gibt es auch grammatische Mittel zur Kennzeichnung fremder Rede, und zwar die indirekte und die erlebte Rede. Beispiele für die drei hauptsächlichen Formen der Redewiedergabe:
| direkte Rede                                                                         | indirekte Rede                                                                   | erlebte Rede                                                           |
| ------------------------------------------------------------------------------------ | -------------------------------------------------------------------------------- | ---------------------------------------------------------------------- |
| Er sagte: „Wenn ich morgen wieder zuhause bin, werde ich mich erst mal ausschlafen.“ | Er sagte, wenn er morgen wieder zuhause sei, werde er sich erst mal ausschlafen. | Wenn er morgen wieder zuhause war, würde er sich erst mal ausschlafen. |

Dass es sich um erlebte Rede handelt, wird im Beispielsatz an der scheinbar widersprüchlichen grammatischer Formgebung klar: Das Zeitadverb „morgen“ steht in Verbindung mit dem Imperfekt „war“.
Weitere Methoden der Stilisierung und Inszenierung fremder Rede untersucht die linguistische Disziplin der Gesprächsanalyse. Dazu gehörte vor allem das Code-Switching (Wechsel in andere Sprachen oder Sprachvarianten).
Außer in den Kapiteln zur Redewiedergabe spielt der Begriff der Rede keine größere Rolle in der traditionellen Grammatik. Gegen den alten Terminus „Redeteile“ (engl. „parts of speech“) hat sich die Bezeichnung „Wortarten“ durchgesetzt.